# Смугастий варан
Смугастий варан (Varanus salvator) — представник родини варанових. Інші назви: «карабагойя» та «водяний варан». Є 5 підвидів.

## Опис
Загальна довжина смугастих варанів до 2,5—3 м, вага до 25 кг. Молоді варани чорно-бурого кольору з численними дрібними плямами, також є більш великі жовті плями, які розташовані чіткими рядками поперек спини та хвоста. З віком плями тьмяніють. Дорослі варани темно-оливкового кольору зі слабо помітними жовтими крапочками. Хвіст довгий, приплюснутий з боків. На хвості є подвійний кіль зі збільшеною лускою.

## Спосіб життя
Полюбляє водоймища, ріки, морське узбережжя. Добре плаває, пірнає, як весло використовує свій хвіст. Під водою може знаходитися до 30 хвилин. Захищається від ворогів щелепами та сильним хвостом. Також смугастий варан гарно лазить по деревах.
Харчується дрібними ссавцями, зміями, крабами, черепахами, ящірками, птахами, гризунами, падлом.
Відкладає яйця у кількості 15—30 штук у червні. Кубла влаштовує здебільшого у дуплах.

## Розповсюдження
Мешкає на Шрі-Ланці, східній Індії, Бангладеші, Індокитаї, Таїланді, Філіппінах, Індонезії.

## Цінність
Людина полює на цього варана через його смачне м'ясо та цінну шкіру. Водночас смугастий варан приносить значну користь, знищуючи гризунів, змій, крабів. Так на Шрі-Ланці поїдає прісноводних крабів, які руйнують греблі на рисових полях.

## Галерея

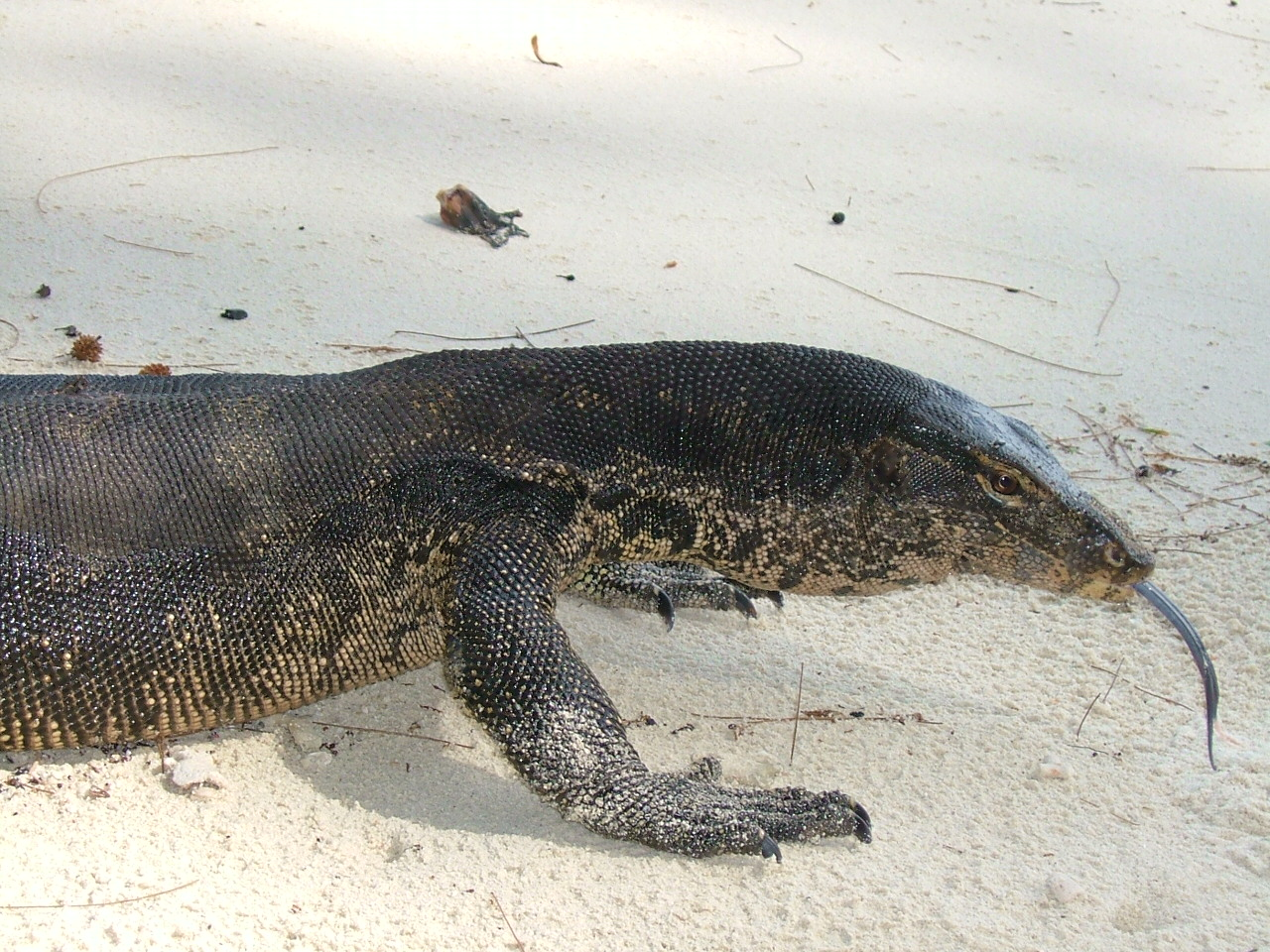
Смугастий варан
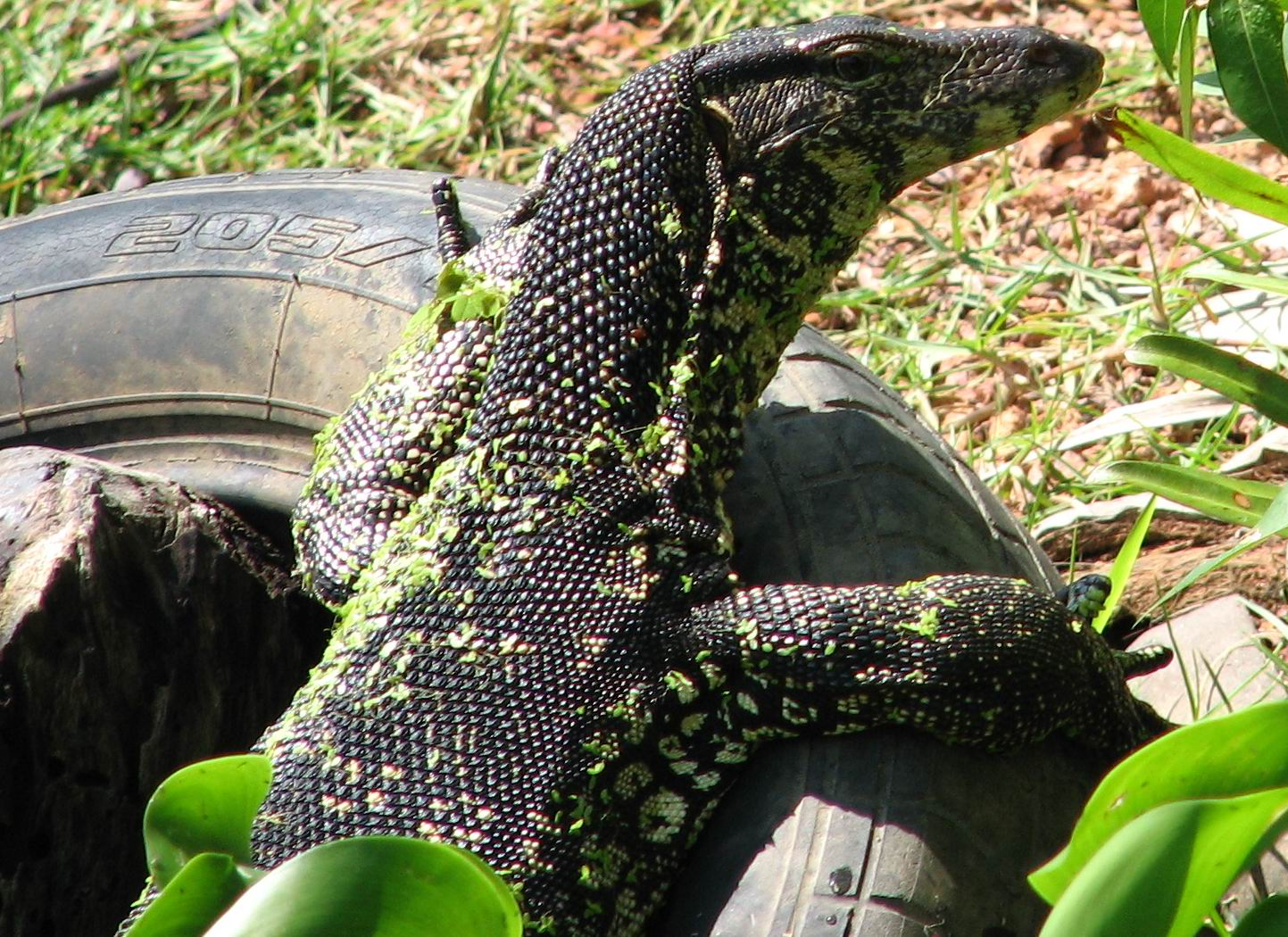
Смугастий варан у Шрі-Ланці
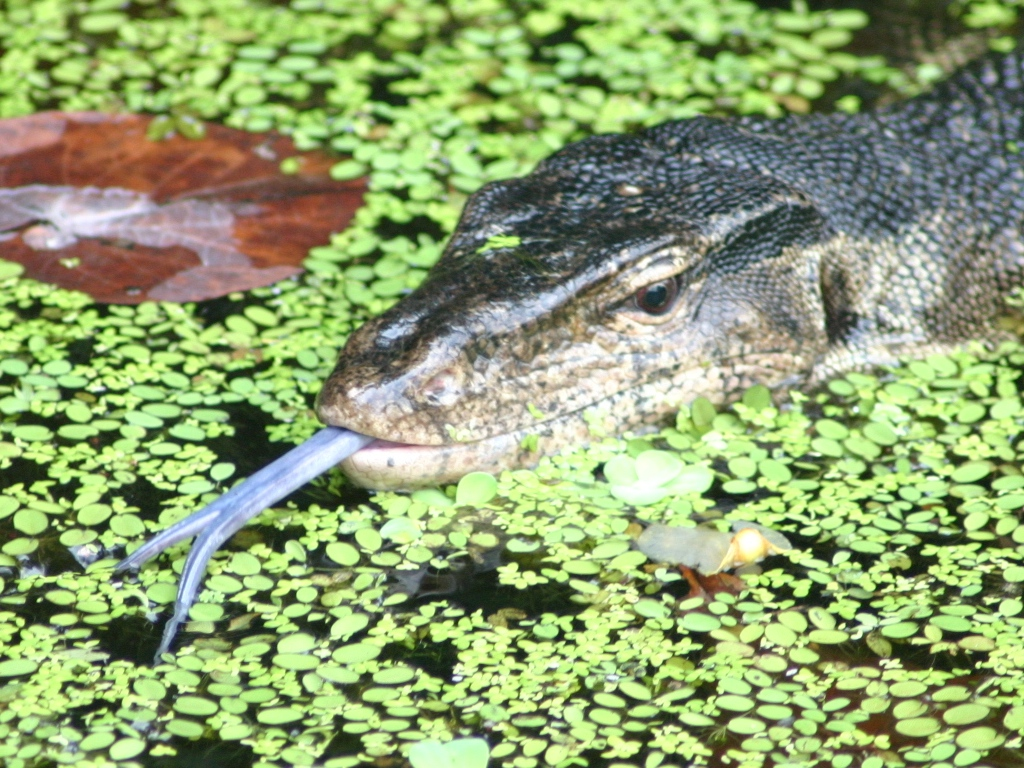
Смугастий варан
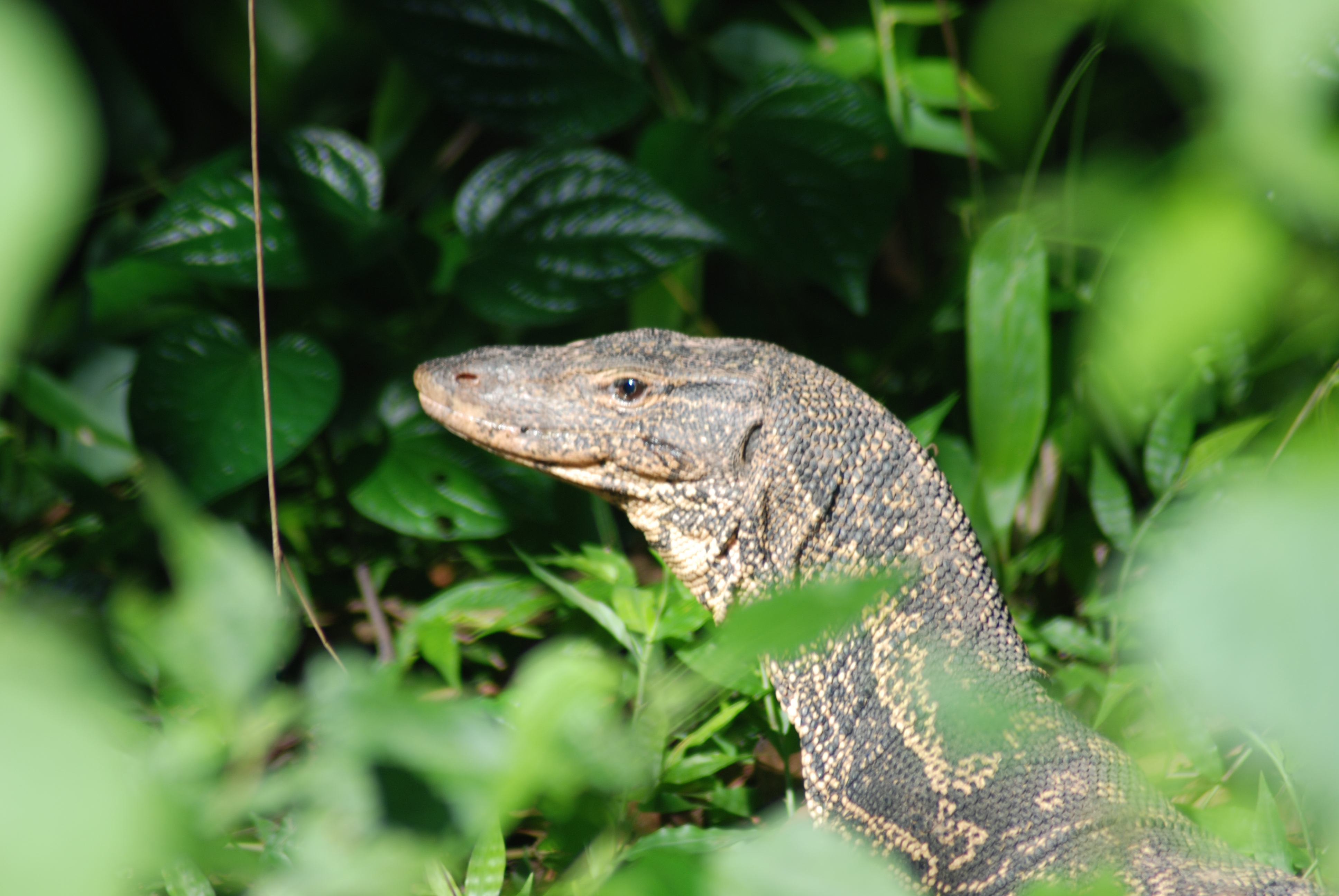
Азійський смугастий варан (Varanus salvator salvator)
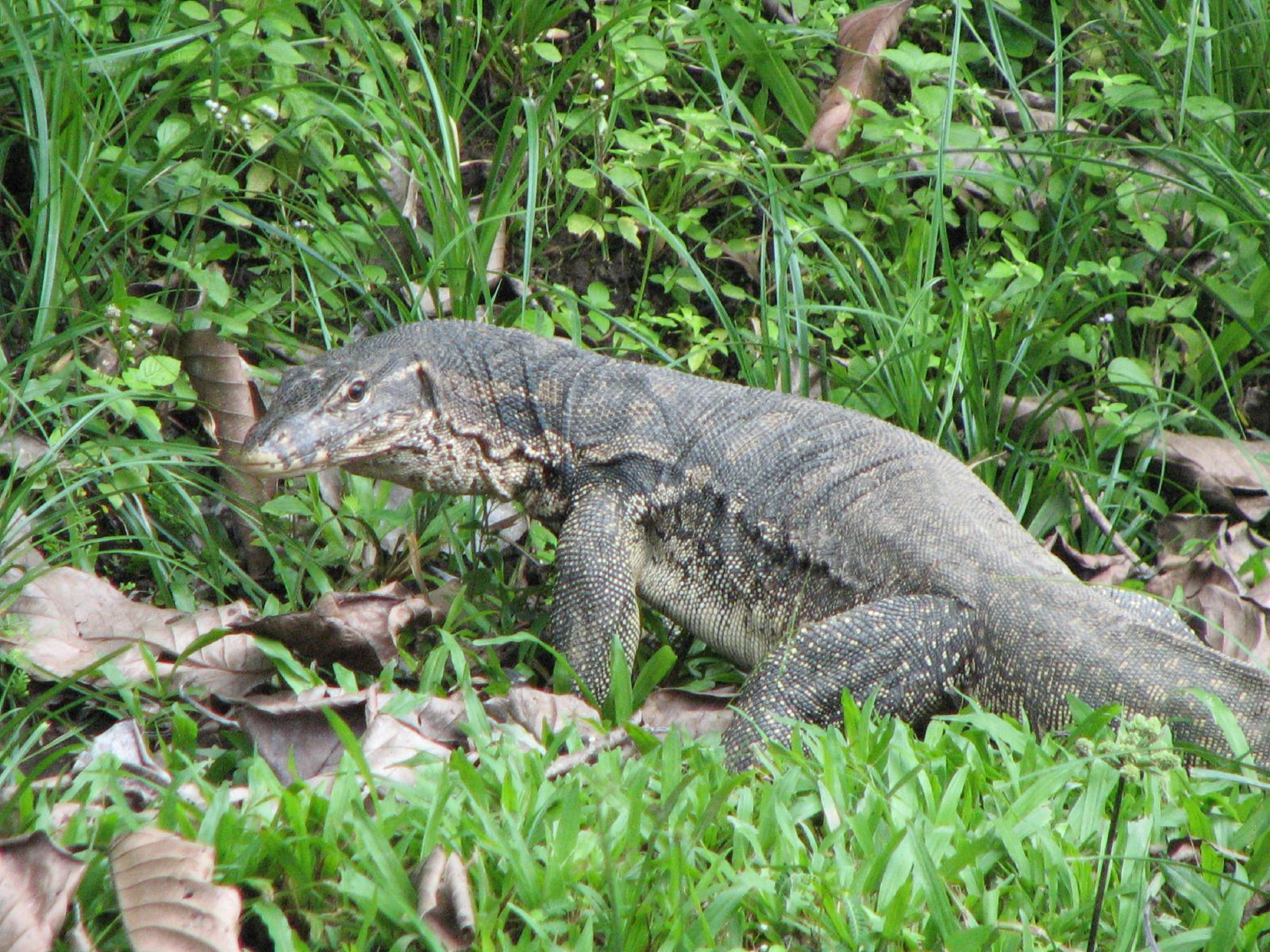
Смугастий варан
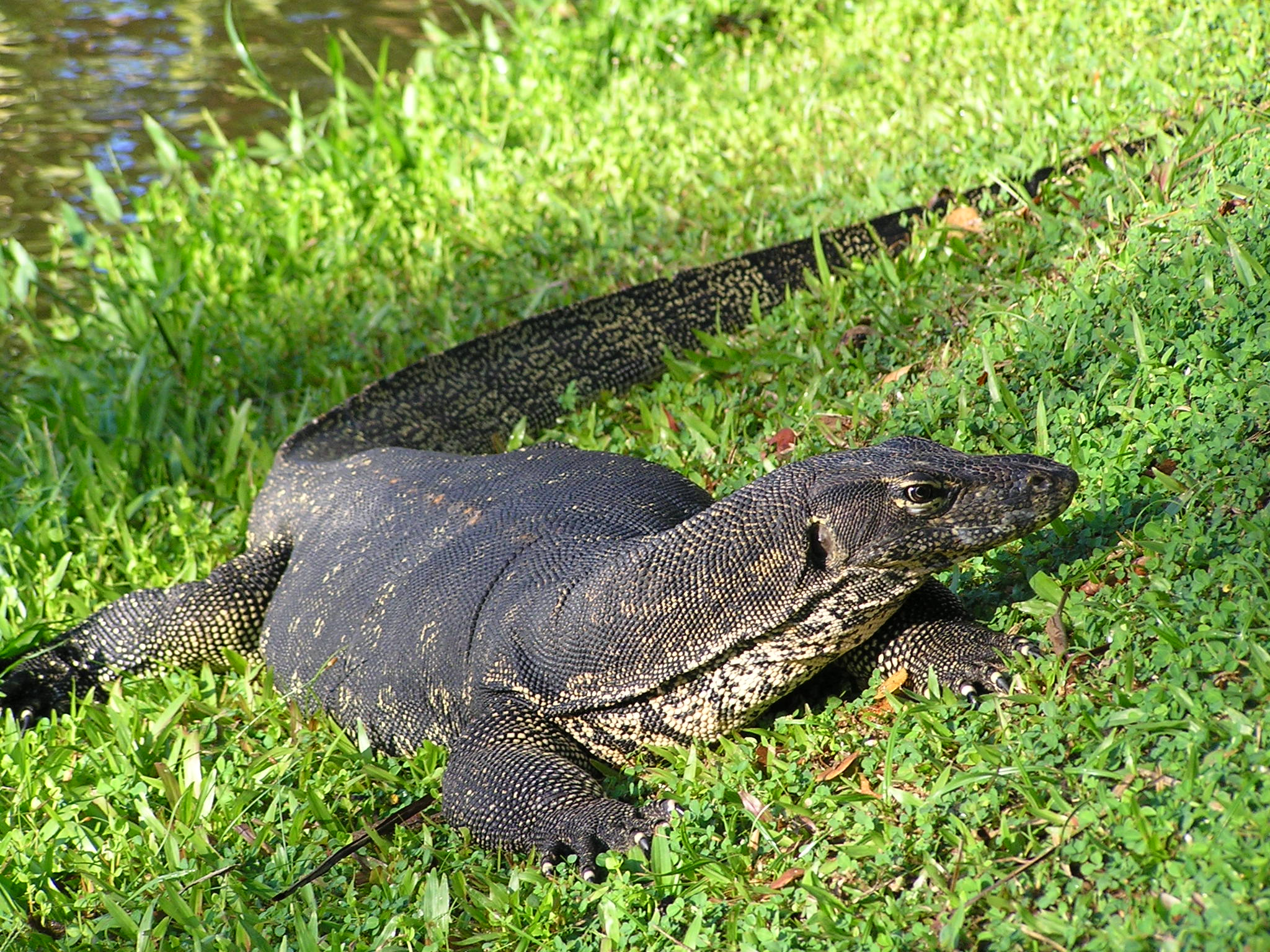
Смугастий варан на Борнео
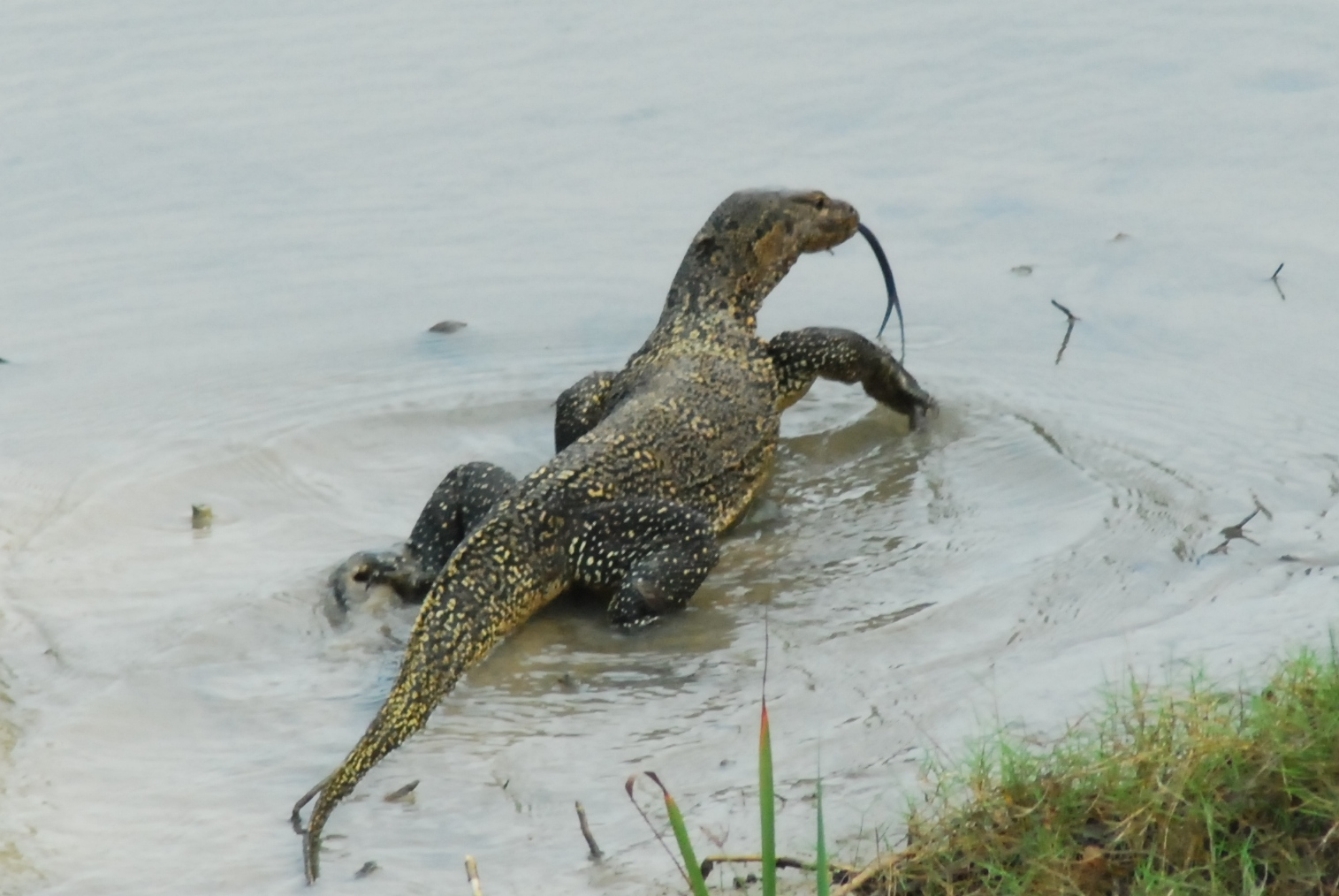
Смугастий варан в Сундарбані, Індія
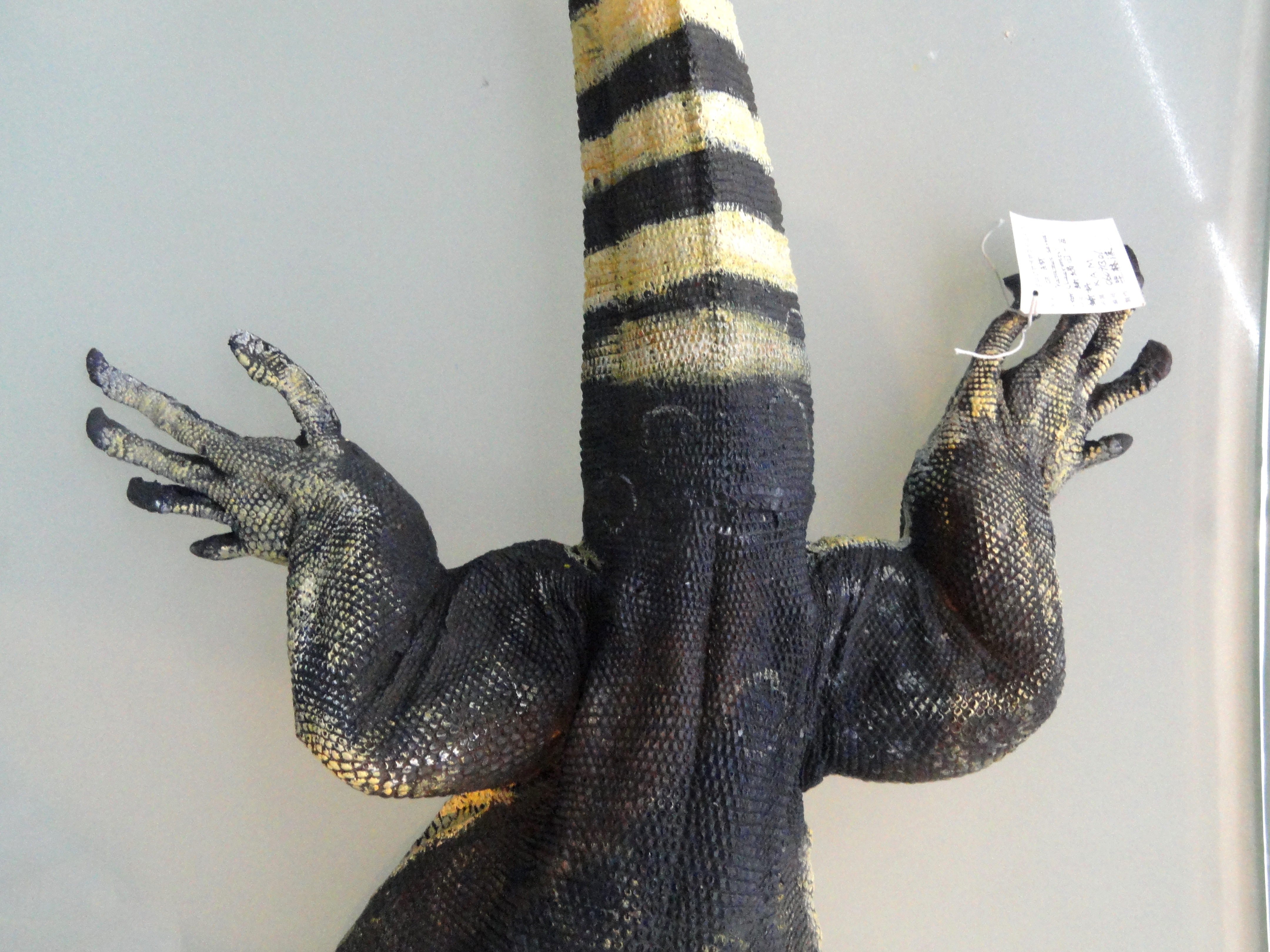